# C Project
C Project was een wielerploeg die een Japanse licentie had. De ploeg bestond tussen 2012 en 2015. C Project kwam uit in de Continentale circuits van de UCI. In 2012 heette de ploeg Cannondale SpaceZeroPoint tussen 2013 en 2015 heette de ploeg C Project.
Een van de bekende renners van de ploeg was Shinri Suzuki die in 2012 bij de ploeg reed. Shigehiko Satō was de manager van de ploeg. De ploeg boekte geen professionele overwinningen tijdens zijn bestaan.